# Alisometra longipinna
Alisometra longipinna is een haarster uit de familie Colobometridae.
De wetenschappelijke naam van de soort werd in 1916 gepubliceerd door Austin Hobart Clark.